# Laci Strike
Laci Strike, vlastním jménem Ladislav Neuschl (* 9. duben 1974, Handlová, Slovensko) je slovenský tanečník a choreograf. Zasloužil se o vybudování street dance taneční scény na Slovensku. Má vlastní taneční školu Street Dance Academy, kde předává své více než 20leté zkušenosti mladým tanečníkům.

## Životopis
Narodil se 9. dubna 1974 v Handlové v rodině horníka a dělnice oděvní firmy. Vystudoval obor "Mechanik strojů a zařízení" a po absolvování základní vojenské služby, ještě i obor "Zubní technik". V té době bydlel v Handlové, pracoval v Žiari nad Hronem a po práci se věnoval tanci.
V Handlové fungovala parta sedmi kluků, se kterými začal trénovat a s nimiž později vytvořil svou první taneční skupinu s názvem Start the Dance. Tanci se však chtěl věnovat profesionálně a proto v roce 2000 dal v práci výpověď a s pěti kluky odešel na zkušenou do Španělska.
V letech 2000–2002 profesionálně působil v Barceloně, kde se kromě stálého angažmá v klubu La Paloma, Japan věnoval i točení TV reklam, komparsu a vystoupením na festivalech a koncertech. Když mladší kluci ze skupiny dostali povolávací rozkaz, vrátili se všichni domů.
S našetřenými penězi se pak motal asi půl roku v Handlové, ale moc se mu tam nedařilo. Zkusil tedy štěstí v Bratislavě. Třikrát se stěhoval, brigádoval a běhal po městě a hledal si práci. Chtěl tancovat. Naštěstí, hned první leták, který utrhl, mu otevřel cestu do taneční školy Janka Gonščáka, kde pak asi rok působil. V létě 2003 se zúčastnil s mímem Milanem Sládkem jeho evropského turné (Monako, Cap d'Ail, Baurout, Berlín, Nice), konaného u příležitosti 40. výročí francouzsko-německého přátelství. Když mu smlouva v taneční škole skončila, založil si v roce 2003 vlastní.
Dnes vede největší taneční školu na Slovensku Street Dance Academy, kde působí i jako lektor a choreograf. Vyučuje na mezinárodních tanečních workshopech (Innsbruck, Praha, Gran Canaria, Barcelona),
vydává a produkuje taneční DVD a spolupracuje s domácími umělci (Dara Rolins, Marián Čekovský, Kontrafakt, Tina, Zdenka Predná, atd.).
Dne 6. června 2011 se mu s přítelkyní Aničkou narodil syn Danko, se kterou se rok na to, 31. srpna 2012 v Čataji, oženil.

## Diskografie
- 2008 Cesta tanečníka a príbeh slovenského STREET DANCE (DVD + CD)[6]
- 2009 Škola tanca (DVD + CD)[7]
- 2012 STRIKEMAN (DVD)[8]

## Videoklipy
- Street Dance Academy feat. DJ Wich – Klip
- Street Dance Academy feat. DJ Wich – Tour[9]
- Street Dance Academy feat. Robert Burian a Zdenka Predná – Party[10]
- Dara Rolins – Party DJ[11]
- Dara Rolins – Túžim
- Dara Rolins – Chuť si ťa nájde
- Dara Rolins – Štestí chce tebe
- Zdenka Predná a Tina – Vietor
- Rytmus – Zostalo ticho
- Tomáš Hafner a Zdenka Predná – Ja viem!
- Opak a Saška Okálová – Twist
- AMO – Trasú sa mestá
- AMO a Mysha – Čo s tým urobíš
- AMO – Gambleri
- AMO – Jak tank
- AMO a Moja Reč – Ideme Tour
- Moja Reč – Step Back
- Drvivá Menšina – Čo tu máme dnes
- Horkýže Slíže – Líza a Wendy[12]

## TV pořady
- Tanečné kolo – Miliónový tanec (2006)
- Sportovec roka – ČT (2006)
- Hudební ceny – TV Óčko (2006)
- Slávik – TV Markíza (2006[13], 2007)
- Miss Slovensko (2006, 2007, 2008)
- Odovzdávanie cien Akadémie populárnej hudby Anděl (2006, 2008[14])
- Bailando - Tanec pre Teba – TV Markíza (2007[15])
- Hľadá sa Supermodelka – TV JOJ (2007)
- Osobnosť televíznej obrazovky - OTO – STV (2007)
- Úsmev ako dar (2007, 2008, 2009)
- Slovensko hľadá Superstar – TV Markíza (2007[16], 2008)
- Silvester – TV Markíza (2008, 2009)
- Miss Universe SR (2008, 2009, 2010)
- Zlatý Slavík – ČT (2009)
- Česko a Slovensko hľadá Superstar – TV Markíza (2009[17])
- Silvester – STV (2009)
- Musiq1 Awards (2009[18], 2010)
- Modré z neba – TV Markíza (2009, 2012)
- Talentmánia – TV Markíza (2010)
- Silvester – TV Markíza (2010)
- Eurovízia (2010)
- Koncert pre Haiti – Musiq1 (2010[19])
- Let`s Dance - TV Markíza (2011[20])
- Teleráno – TV Markíza
- Music One – TV Markíza
- 5 proti 5 – STV
- VyVolení 2 – TV JOJ
- Varí vám to
- Nákupná horúčka
- XXL
- Deka hity

## Živé vystúpenia
- Simply Beat Party Live! – Club Aupark (2004)
- "Předskokani" na koncertu The Fugees (2005[21])
- Kontrafakt – Murdardo Mulano Tour (2005)
- Dara Rolins – D1 Avon Tour (2006)
- "Předskokani" na koncertu Sean Paul (2006[22])
- "Předskokani" na koncertu Black Eyed Peas (2006[23])
- RedLine (2006, 2007)
- T-Com Fiesta (2006, 2007[24], 2008)
- Art beat Fest Londýn (2007)
- Pohoda Festival + Tina a Čistýchov (2007)
- Olmeca Sampler Battle Tour – AMO a Moja Reč (2007)
- Street Dance Academy – Let’s Dance Tour (2008[25])
- Divadelní představení "Fetišistky" v SND (2008[26])
- Street Dance Academy – Cesty tanečníkov Tour (2009[27])
- Benefiční koncert INTEGRACE (2009[28], 2010[29], 2011[30], 2012[31])
- "Předskokani" na koncertu Pussycat Dolls (2009[32])
- SuperKoncert – O2 Arena Praha (2010)
- Red Bull Street Style (2010)
- Karneval v Las Palmas (2012[33])
- Oživené tance
- Cassovia Dance
- "Předskokani" na koncertu Lorgs of the Underground